# Ильков, Андрей Андреевич
Андре́й Андреевич Ильков (род. 17 ноября 1970, Енисейск) —сценарист, композитор, поэт-песенник, автор команд КВН , один из авторов 95 квартала.

## Биография
Родился 17 ноября 1970 года в Енисейске.
Закончил Белорусский государственный университет транспорта, по специальности инженер-электрик. Был автором команд КВН «БГУ» с 1999 года по 2001 год, потом писал для различных команд КВН: «Сборная Харькова», «КБТУ» (Казахстанско-британский технический университет) и др…). Писал сценарии для «Песни года» и других телепередач. С 2006 года по 2007 год был телеведущим вёл рубрику «Кухня юмора» на Первом национальном канале в Республике Беларусь. С 2007 года работает в «Студии Квартал-95».
В период с 2010 по 2011 год был автором команды КВН «Мы от Андреича». В сезоне 2010—2011 команда КВН «Мы от Андреича» заняла четвёртое место в Высшей лиге КВН Республики Беларусь.

## Фильмография

### Сценарист
- 2008 — Сваты
- 2009 — Сваты 2
- 2009 — Сваты 3
- 2009 — Чудо
- 2009 — Любовь в большом городе (диалоги)
- 2010 — Любовь в большом городе 2 (диалоги)
- 2010 — Сваты 4
- 2010 — Новогодние сваты
- 2011 — Байки Митяя
- 2012 — Ржевский против Наполеона
- 2011 — Сваты 5
- 2012 — Сваты 6
- 2014 — Ищу жену с ребёнком (телесериал)
- 2016 — Вечный отпуск
- 2016 — Родственнички
- 2018 — Я, Ты, Он, Она (диалоги)
- 2019 — Папик
- 2021 - Папик 2
- 2021 - Сваты 7.

### Поэт
Песни
- «Маменькин сынок» — Джамала, для конкурса «Новая волна 2009».
- «Адрес детства моего» — песня в сериале «Сваты-3».
- «Жара Точка com, или Прохлады net и Точка» — песня в сериале «Сваты-4».
- «Где же ты был» — песня Николая Добрынина и Олеси Железняк в сериале «Сваты-4».

●«Жлобин-Столица» песня о Жлобинском Металлурге

### Композитор и поэт
- «Цветочек» — песня Геры и Жени в сериале «Сваты-4»
- «Армейская» — песня Николая Добрынина в сериале «Сваты-4»
- «В подарок лето» — финальная песня в сериале «Сваты-4»[4]
- «Песенка оптимиста» — песня Виктора Артюхова в сериале «Родственнички»
- «Мы из Жлобина» — песня свадебной группы в сериале «Папик»
- «Gangsta blues» - песня Жени и Джека в сериале «Сваты-7».
- «Ну, привет!» - начальная песня в «Сваты-7».